# Imersão 4
O álbum Imersão 4 é um álbum gravado ao vivo durante os Congressos Diante do Trono e Mulheres e Moças Diante do Trono em 2019, na Igreja Batista da Lagoinha, em Belo Horizonte/MG

A gravação conta com a participação de integrantes do Ministério de Louvor da Before The Throne Church, igreja liderada por Ana Paula Valadão e Gustavo Bessa no Sul da Flórida. Como o próprio nome sugere, o álbum é o quarto da série Imersão, composta de louvores espontâneos, e possui 12 faixas inéditas. 
“Gratidão a Jesus pelo que vivemos durante as gravações e santa expectativa pelo lançamento de mais um projeto da série Imersão! Creio em um tempo de águas ainda mais profundas sendo liberadas através desses momentos proféticos que vivi ao lado da família B. Church na amada Lagoinha!”, conta Ana Paula, líder do grupo Diante do Trono. 
Neste projeto, todo áudio e vídeo das ministrações espontâneas geradas nas reuniões dos congressos foram coletados e editados para compor o álbum, diferente dos outros três projetos que foram gravados somente em uma noite de gravação.
O cantor André Aquino teve sua participação no álbum. Mas por erros de gravação, a captação do áudio de sua ministração não foi gravada, assim ficando de fora do álbum
Pela primeira vez o Diante do Trono se juntou aos perfis dedicados ao ministério nas redes sociais da internet para divulgação do álbum, e em 31 de Julho de 2020, uma grande parte dos perfis dedicados juntamente do DT divulgaram a capa do projeto no mesmo instante.

## Lançamento
O lançamento foi feito em 3 etapas.
A primeira delas no dia 28 de julho de 2020, quando o single Sacode o Pó foi lançado.
O álbum teve seu lançamento antecipado exclusivamente para inscritas no Congresso Mulheres e Moças Diante do Trono 2020 Online. No dia 15 de agosto, as congressistas tiveram acesso as demais canções que foram disponibilizadas através de clipes e lyric videos numa plataforma exclusiva do congresso.
Então, no dia 18 de agosto, o álbum é lançado completo para o público em todas as plataformas digitais.
Oito dos vídeos são de imagens captadas nos dias de congresso, e outros 4 desses vídeos são lyric videos, com as imagens captadas nos congressos de fundo.
Esse foi o segundo projeto do grupo, e também da série Imersão sem lançamento físico em CD, sendo assim, exclusivo para as plataformas digitais.

## Faixas
| N.º            | Título                                | Compositor(es)                                    | Duração |  |
| 1.             | "O Cordeiro é o Leão"                 | Ana Paula Valadão                                 | 12:02   |  |
| 2.             | "Deus Gosta de Você (Me Ama)"         | Ana Paula Valadão, Raquel Kerr Borin              | 6:16    |  |
| 3.             | "Ele Faz Feliz"                       | Ana Paula Valadão, Raquel Kerr Borin              | 7:47    |  |
| 4.             | "Aquietai-vos"                        | Ana Paula Valadão                                 | 4:43    |  |
| 5.             | "Não Desista"                         | Ana Paula Valadão, Raquel Kerr Borin              | 5:32    |  |
| 6.             | "Unção de Alegria, Unção de Riso"     | Ana Paula Valadão, Raquel Kerr Borin, Shaila Kerr | 9:37    |  |
| 7.             | "Sacode o Pó"                         | Ana Paula Valadão, Raquel Kerr Borin              | 6:42    |  |
| 8.             | "Não Mais Órfãos"                     | Ana Paula Valadão, Shaila Kerr, Keila Araujo      | 14:33   |  |
| 9.             | "O Que é Que Você Vê? (Foi o Sangue)" | Ana Paula Valadão, Raquel Kerr Borin              | 9:32    |  |
| 10.            | "Obra Restaurada (Defensor)"          | Ana Paula Valadão, Raquel Kerr Borin              | 8:50    |  |
| 11.            | "Filha, Você Tem Pai"                 | Ana Paula Valadão, Raquel Kerr Borin              | 6:18    |  |
| 12.            | "Aba (Defensor)"                      | Ana Paula Valadão                                 | 6:04    |  |
| Duração total: | Duração total:                        | Duração total:                                    | 1:37:50 |  |